# Procleomenes aenescens
Procleomenes aenescens är en skalbaggsart som beskrevs av Holzschuh 1991. Procleomenes aenescens ingår i släktet Procleomenes och familjen långhorningar. Inga underarter finns listade i Catalogue of Life.